# Stipa alta
Stipa alta är en gräsart som beskrevs av Jason Richard Swallen. Stipa alta ingår i släktet fjädergrässläktet, och familjen gräs. Inga underarter finns listade i Catalogue of Life.